# Jakob Hendrik Croeser
Jakob Hendrik Croeser (auch: Jacob Heinrich Croeser; * 21. September 1691 in Grave; † 13. Januar 1753 in Groningen) war ein niederländischer Mediziner.

## Leben
Croeser war der Sohn des Wundarztes Jakob Croeser und dessen Frau Allegonda Oomeling. Nach anfänglicher Ausbildung in den Grundwissenschaften und der lateinischen Sprache absolvierte er eine Ausbildung zum Chirurgen in Amsterdam. Als er seine Ausbildung beendet hatte, kehrte er in seinen Heimatort zurück, wo er ein halbes Jahr in der dortigen Apotheke arbeitete. 1713 bezog er die Universität Leiden, wo er nach einem Studium bei Fredericus Deckers (1648–1720), Bernhard Siegfried Albinus, Johann Jacob Rau (1668–1719) und Herman Boerhaave am 10. Dezember 1716 zum Doktor der Medizin promoviert wurde.
Anschließend war er kurz als Arzt in Grave tätig, zog aber bald nach Amsterdam, wo er sich am dortigen Krankenhaus praktisch betätigte. Hier kam er in Kontakt mit bedeutenden Ärzten, so unter anderem mit Frederik Ruysch (1638–1731). Bald wurde die Universität Groningen auf ihn aufmerksam, die ihn zum als Nachfolger von Theodorus Muyckens (1665–1721) als Professor der Anatomie und Arzneimittelkunde berief. Dieses Amt trat er am 19. Oktober 1724 mit der Rede de hominis primo ortu an. Im Folgejahr wurde er Archiater der Provinz und war in der seiner achtundzwanzigjährigen Tätigkeit 1727, 1734, 1741 sowie 1748 viermal Rektor der Alma Mater.
Er war verheiratet mit Maria de la Fontaine, Witwe des Predigers in Loosdrecht Pieter Heijblom.

## Schriften (Auswahl)
- De thoracis vulneribus. Leiden 1716.
- Nader betoogent berigt der betekenis van een drijvende en sinkende long van eerstgeboorne kinderen, op en in het water, uyt welk teken met sekerheid beslooten kan worden, of zoo een kind in of na de geboorte geleefd heeft. Groningen 1741.